# Golbardo
Golbardo es uno de los doce núcleos que forman el Ayuntamiento de Reocín, en la comunidad autónoma de Cantabria (España). Dista 6 kilómetros de Puente San Miguel, capital del municipio. Está a 83 metros sobre el nivel del mar, en la margen izquierda del río Saja. En 2008 tenía 205 habitantes (INE). Hay un mirador del mismo nombre en un lugar cercano a esta aldea. Celebra fiestas de san Juan el 29 de agosto.
No formó parte del primer ayuntamiento constitucional de Reocín, integrándose en el mismo en 1835, junto a Caranceja, Cerrazo y La Veguilla.

## Arquitectura

### El Puente de Golbardo
Entre Barcenaciones y Golbardo, sobre el río Saja, se tendió uno de los primeros puentes de hormigón armado construidos en España a principios del siglo XX (1903). Por Decreto 43/2002, de 4 de abril se declaró a este «Puente de Golbardo», Bien de Interés Cultural, con la categoría de Monumento. Posee dos arcos escarzanos gemelos de hormigón armado de 30 metros de luz y directriz circular, rebajados 1/10, y sobre los que se apoyan los montantes del mismo material. El puente se apoya en dos estribos de piedra; uno de ellos artificial y procedente de otro puente anterior, y el otro una roca prominente que sirve de excelente apoyo natural. Su originalidad radica en la tipología, material utilizado y sistema constructivo, que consiste en utilizar viguetas metálicas sobre las que suspender los encofrados metálicos. Ese puente de Golbardo, además, sirve de delimitación del coto de pesca de trucha sobre el río Saja llamado «Coto Caranceja», que va desde este punto hasta la confluencia del arroyo del Rey y el Saja. 

### Más patrimonio arquitectónico
- Iglesia parroquial de San Juan, en origen del siglo XVI, pero muy reformada. Tiene un retablo mayor de principios del siglo XVII.
- Casas de Bustamante y Gutiérrez de Bustamante, las dos del siglo XVIII.